# 99905 Jeffgrossman
99905 Jeffgrossman è un asteroide della fascia principale. Scoperto nel 2002, presenta un'orbita caratterizzata da un semiasse maggiore pari a 3,4414195 UA e da un'eccentricità di 0,0927920, inclinata di 3,45409° rispetto all'eclittica.
Dal 23 maggio al 21 luglio 2005, quando 99942 Apophis ricevette la denominazione ufficiale, è stato l'asteroide denominato con il più alto numero ordinale. Prima della sua denominazione, il primato era di 95962 Copito.
L'asteroide è dedicato al chimico statunitense Jeffrey N. Grossman.